# Вёшки (Можайский район)
Вёшки — деревня в Можайском районе Московской области в составе сельского поселения Дровнинское. Численность постоянного населения по Всероссийской переписи 2010 года — 76 человек. До 2006 года Вёшки входили в состав Дровнинского сельского округа.
Деревня расположена на западе района, примерно в 6 км к северо-западу от Уваровки, на правом берегу реки Лусянка, высота центра над уровнем моря 245 м. Ближайшие населённые пункты — Шваново на северо-востоке, Погорелое на востоке и Швечково на юго-востоке.